# Bango polyonyx
Bango polyonyx là một loài nhện biển trong họ Ascorhynchoidea (incertae sedis). Chúng được miêu tả khoa học năm 2004 bởi Bamber.